# Maltepe
Maltepe è un distretto e un comune soggetto al comune metropolitano di Istanbul. È situato nella parte asiatica della città.